# أوتو فريدريك
أوتو فريدريك (بالإنجليزية: Otto Friedrich)‏ هو كاتب للأطفال وصحفي أمريكي، ولد في 3 فبراير 1929 في بوسطن في الولايات المتحدة، وتوفي في 26 أبريل 1995 في لونغ آيلند في الولايات المتحدة بسبب سرطان الرئة.